# Oxytate isolata
Oxytate isolata är en spindelart som först beskrevs av Henry Roughton Hogg 1914.  Oxytate isolata ingår i släktet Oxytate och familjen krabbspindlar.
Artens utbredningsområde är Western Australia. Inga underarter finns listade i Catalogue of Life.